# Orchestra Filarmonica di Cracovia
L'Orchestra Filarmonica di Cracovia o Orchestra Sinfonica della Filarmonica Karol Szymanowski (in polacco Orkiestra Symfoniczna Filharmonii im. Karola Szymanowskiego) è un'orchestra sinfonica professionale con sede a Cracovia, in Polonia. Lo status nazionale dell'orchestra si riflette nel suo programma di eventi, tra cui concerti sinfonici settimanali nel Castello del Wawel, o nel famoso Collegium Novum dell'Università Jagellonica e nelle importanti chiese di Cracovia. La compagnia è più attiva professionalmente di qualsiasi altra orchestra filarmonica nel paese.
L'Orchestra Sinfonica, attualmente residente nella Filarmonica di Cracovia, nacque nel 1945. Fu la prima orchestra sinfonica professionale nella Polonia del dopoguerra, formata nella sala da concerto locale durante l'offensiva sovietica. Il primo direttore del dopoguerra e il direttore della storica prima rappresentazione del 3 febbraio 1945 (tre mesi prima della fine della seconda guerra mondiale in Europa), fu il professor Zygmunt Latoszewski, sopravvissuto alla Rivolta di Varsavia.

## Storia
Sebbene i tentativi di creare la prima orchestra sinfonica di tipo moderno in città risalgano al XVIII secolo sotto il dominio austriaco, il gruppo di professionisti fu riunito a Cracovia solo durante l'imminente crollo dell'Austria-Ungheria (1909), su iniziativa del compositore e direttore musicale e patriota Feliks Nowowiejski (n. 1877).
Poco dopo il ritorno della sovranità polacca alla fine della prima guerra mondiale, la compagnia fu reintegrata con un concerto inaugurale tenutosi il 18 maggio 1919 per il centenario del compleanno di Stanisław Moniuszko, con 80 musicisti. Nel 1931 fu costruita una nuovissima sala da concerto (nella foto) in via Zwierzyniecka. L'orchestra residente rimase attiva fino all'invasione nazista-sovietica della Polonia, con l'ultima esibizione tenutasi il 21 maggio 1939, sotto la direzione di Bronisław Wolfstahl.

## Profilo artistico
Al 2013 l'Orchestra è stata presente quasi dappertutto da quasi sessant'anni, con una nuova generazione di artisti e solisti. È composta da quasi cento musicisti in sedici sezioni con cinque primi violini i cui profili si possono ottenere dal suo sito ufficiale. Nel 1962 prende il nome dal compositore Karol Szymanowski (1882–1937) le cui abbondanti opere l'orchestra da allora ha eseguito regolarmente; insieme a brani di un altro grande compositore polacco che vive a Cracovia, Krzysztof Penderecki. Penderecki è stato direttore artistico dell'orchestra nel 1988-1990 e dal 1993 ha ricoperto la carica di direttore artistico onorario. Nel corso degli anni, l'Orchestra ha realizzato una serie di registrazioni popolari, con musiche di Dmitri Shostakovich, Ignacy Jan Paderewski, Gaetano Donizetti, Mieczysław Karłowicz, Karol Szymanowski, Max Bruch, Grażyna Bacewicz, Henryk Górecki, Stanisław Moniuszko ed altri.
La Filarmonica di Cracovia si è esibita in oltre 30 paesi stranieri, tra i quali quasi tutti quelli europei, nonché Iran, Giappone, Canada, Corea del Sud, Libano, Turchia e Stati Uniti. I loro concerti sono stati diretti dai più importanti direttori polacchi tra cui: Zygmunt Latoszewski, Bohdan Wodiczko, Witold Rowicki, Kazimierz Kord, Jerzy Maksymiuk, Krzysztof Penderecki, Antoni Wit e dall'estero: Hermann Abendroth, Nikolai Anosov, Roger Désormière, Dean Dixon, Antal Doráti, Christopher Hogwood, Konstantin Ivanov, Paweł Klecki, Kirill Kondrašin, Rafael Kubelik, Gilbert Levine, Jean Martinon, Sir John Pritchard, Helmuth Rilling, Jerzy Semkow, Giuseppe Sinopoli e Carlo Zecchi.
Anche numerosi solisti di fama mondiale si sono esibiti con l'orchestra. Tra i più importanti figurano: Victoria de los Ángeles, Cathy Berberian, Stanislav Bunin, Zara Dolukhanova, Dorothy Dorow, Sidney Harth, Gary Karr, Nigel Kennedy, Leonid Kogan, Gidon Kremer, Witold Małcużyński, Yehudi Menuhin, Midori Gotō, Shlomo Mintz, Tatiana Nikolayeva, Garrick Ohlsson, David and Igor Oistrakh, Vlado Perlemuter, Maurizio Pollini, Ruggiero Ricci, Mstislav Rostropovich, Artur Rubinstein, Isaac Stern, Henryk Szeryng, Narciso Yepes, Yo-Yo Ma e Teresa Żylis-Gara.